# Ruellia cuatrecasasii
Ruellia cuatrecasasii är en akantusväxtart som beskrevs av D.C. Wasshausen. Ruellia cuatrecasasii ingår i släktet Ruellia och familjen akantusväxter. Inga underarter finns listade i Catalogue of Life.